# Rosario Ferré
Rosario Ferré, née le 28 septembre 1938 à Ponce (Porto Rico) et morte le 18 février 2016 à San Juan, est une écrivaine.

## Biographie
Rosario Ferré naît le 28 septembre 1938 à Ponce.
Issue d’un milieu aisé et conservateur, elle part aux États-Unis à l’âge de 13 ans. Elle étudie au Wellesley College de Wellesley, puis étudie l’anglais au Manhattanville College (en). En 1970, elle rentre à l'université de Porto Rico pour faire des études d’espagnol et de littérature hispano-américaine puis, en 1986, achève un doctorat à l'université du Maryland.
Au début de sa carrière, ses écrits féministes sont controversés. Dans les années 1970, Rosario Ferré et d'autres intellectuels, écrivains et critiques portoricains publient une revue irrévérencieuse, Zona de carga y descarga, qui devient très populaire. Elle publie des textes d'écrivains étrangers, comme l'iconoclaste cubain Severo Sarduy. Elle publie également des critiques sur Felisberto Hernández et Juana Inés de la Cruz, entre autres.
Ses nouvelles montrent son attachement aux écrivains du Cône Sud, comme on appelle souvent l'extrémité effilée de l'Amérique du Sud (l'Argentine et l'Uruguay en particulier) - des écrivains comme Horacio Quiroga, Felisberto Hernández et Julio Cortázar, en particulier Quiroga. Comme lui, elle est obsédée par les esprits tourmentés de ses personnages, souvent victimes de passions violentes, de fixations bizarres et de maladies étranges. Toutes ces aberrations éclatent au milieu de la vie banale et ennuyeuse des villes de province portoricaines. Rosario Ferré se concentre sur la vie des femmes, en particulier sur leurs relations amoureuses avec des hommes abusifs ou indifférents. Ses recueils de nouvelles et de poèmes comprennent Papeles de Pandora (1976), La muñeca menor (1980), Los cuentos de Juan Bobo (1981), Fábulas de la garza desangrada (1982) et Maldito amor (1988). House on the Lagoon, à la manière de Gabriel García Márquez, est une saga familiale prolixe. En 1998, Rosario Ferré publie le roman en anglais Eccentric Neighborhoods, sur deux familles portoricaines de la première moitié du XXe siècle, et en 2001, elle publie Flight of the Swan, sur une compagnie de ballet russe bloquée, prise dans le mouvement d'indépendance de Porto Rico.
Rosario Ferré meurt le 18 février 2016 à San Juan.